# Telemach
Telemach (gr. Τηλέμαχος Tēlémachos od τῆλε „daleko” i μαχος „walka”) – w mitologii greckiej syn Odyseusza i Penelopy.
Urodził się tuż przed rozpoczęciem wojny trojańskiej. Jeszcze jako dziecko wpadł do morza, uratowały go delfiny. Dlatego Odyseusz miał na tarczy delfina.
Razem z matką czekał 20 lat na powrót ojca. W czasie nieobecności Odyseusza opiekował się nim zaufany przyjaciel ojca Mentor. Kiedy Telemach dorósł, postanowił wyruszyć w podróż, w poszukiwaniu informacji o ojcu. Zalotnicy jego matki wysłali okręt, który miał zniszczyć statek Telemacha. Telemach kazał popłynąć inną drogą, dzięki temu uratował siebie i całą załogę.
 Odwiedził Menelaosa i Nestora.
Podczas odwiedzin u Nestora przyjęła go Polykasta, córka Nestora. Istnieją przekazy, że miał z nią dwoje dzieci - Persepolisa i Homera.

Po powrocie na Itakę spotkał Odyseusza u pasterza Eumajosa. Stanął przy ojcu w walce z zalotnikami Penelopy.
Odyseusz zginął z ręki Telegonosa, swojego syna z Kirke, który nie znał ojca. Wtedy Telemach objął władzę nad Itaką.  Po śmierci ojca ożenił się z Kirke, kochanką Odyseusza. Urodził im się syn Latynus, przodek mieszkańców Italii, Latynów. Według innych źródeł poślubił Nauzykaę, córkę Alkinoosa.
Telemach jest postacią literacką w  Odysei Homera w czterech pierwszych pieśniach,  występuje także w Telegonii Eugemmona z Kyreny, François Fénelon w 1699 napisał dzieło Przygody Telemaka, gdzie opisuje dzieje mitologicznego bohatera.